# Touhou Lost Word
Touhou LostWord é um fangame de Touhou Project móvel gratuito desenvolvido em 2020 pela NextNinja e publicado pela Good Smile Company. O jogo é licenciado pela Team Shanghai Alice, a editora dos jogos Touhou oficiais.

## Jogabilidade

Reimu Hakurei realizando sua Última Palavra (Last Word), Fantasia Natureza (Fantasy Nature).

Touhou LostWord é um videogame RPG no qual o jogador cria uma festa, composta por seis personagens. O jogador deve derrotar ondas de inimigos em batalhas por turnos, localizadas em estágios, para avançar e desbloquear novos estágios.
Cada um dos personagens tem um total de seis atributos que determinam sua eficácia em combate: HP, agilidade, ataque yin, defesa yin, ataque yang e defesa yang. Além disso, cada um dos personagens tem várias cartas mágicas, que podem ser usadas várias vezes por estágio, e uma última palavra - as últimas palavras são mais poderosas que as cartas mágicas normais, mas se forem usadas, as cartas mágicas comuns não podem mais ser usadas. usou essa fase.
As cartas de história são itens que podem ser equipados para fortalecer ainda mais as cartas de feitiço, bem como melhorar os atributos dos personagens. Os personagens também podem subir de nível participando de serviços, como frequentar uma escola ou dojo. A conclusão desses serviços renderá moedas ao jogador, que podem ser usadas para atualizar seus personagens ou adquirir novos. Os serviços também são uma fonte primária de poder espiritual – a versão do jogo de gacha stamina, que é necessária para realizar qualquer tarefa no jogo. Como parte do sistema gacha do jogo, o jogador pode comprar moedas e poder espiritual por meio de compras no aplicativo .

## Trama
Em Touhou LostWord, o "Incidente da Palavra Perdida" ocorre, fazendo com que as palavras desapareçam, o que ameaça a estabilidade de Gensokyo, e leva os personagens a investigar viajando por vários universos diferentes para encontrar as palavras perdidas.

## Desenvolvimento
O pré-registro da versão japonesa de Touhou LostWord começou em julho de 2019, e o jogo foi lançado no Japão em 30 de abril de 2020. Em outubro, foi anunciado o lançamento internacional do jogo, que coincidiu com o lançamento do site do jogo e das contas nas redes sociais. Touhou LostWord abriu para pré-registro internacional em novembro de 2020 e foi lançado em 11 de maio de 2021.
A música de abertura do jogo, "Lost Word Chronicle", foi interpretada por Kanako Itō e foi assistida mais de 5 milhões de vezes no YouTube até maio de 2021. Outros músicos que se apresentaram para Touhou LostWord incluem Toshihiko Tahara, nano, e Kishida Kyoudan &amp; The Akeboshi Rockets .

## Recepção
Touhou LostWord foi vice-campeão no prêmio 'Exciting' do Google Play 2020, perdendo para Dragon Quest Tact . Em 3 de junho de 2021, TouchArcade listou Touhou LostWord como um dos melhores jogos da App Store lançados na semana anterior.